# Curetis eda
Curetis eda är en fjärilsart som beskrevs av Hans Fruhstorfer 1908. Curetis eda ingår i släktet Curetis och familjen juvelvingar. Inga underarter finns listade i Catalogue of Life.